# Dubie (jezioro w gminie Drawno)
Dubie (także Adamowo) – jezioro wytopiskowe znajdujące się na terenie Równiny Drawskiej, najgłębsze jezioro Puszczy Drawskiej. Jezioro znajduje się w całości w granicach administracyjnych miasta Drawno.
Przed II wojną światową jezioro posiadało dwie niemieckie nazwy Großer See lub Düpsee. W 1949 roku zmieniono urzędowo nazwy kilku jezior połączonych wokół miasta na jedno jezioro Drawno. W 2006 roku Komisja Nazw Miejscowości i Obiektów Fizjograficznych w wykazie hydronimów przedstawiła dla akwenu na południe od miasta Drawna nazwę Dubie.

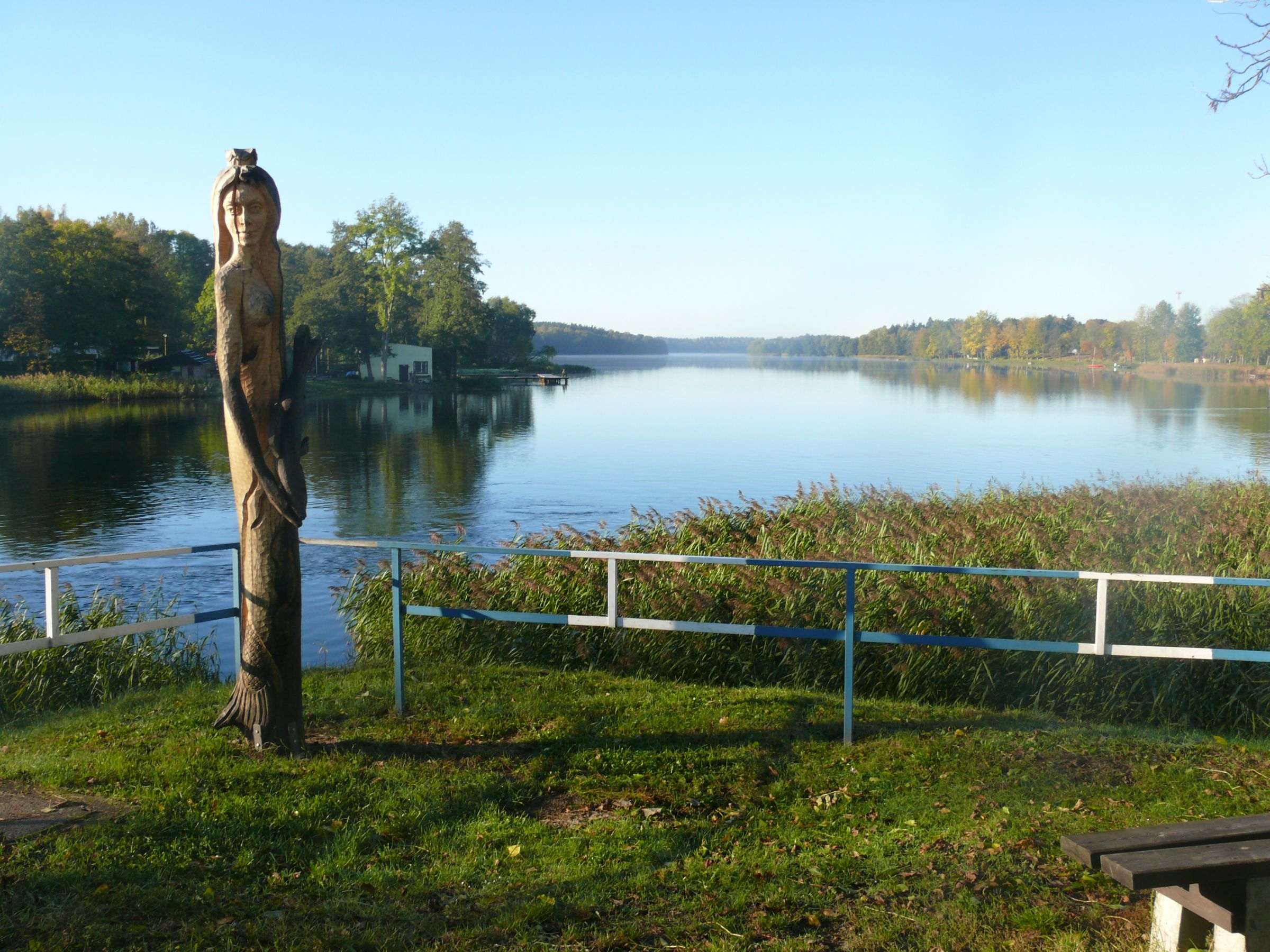
Dubie od północnego brzegu w Drawnie